# Campeonato Paulista 1954
In 1954 werd het 53ste Campeonato Paulista gespeeld voor clubs uit de Braziliaanse staat São Paulo. De competitie werd georganiseerd door de FPF en werd gespeeld van 14 augustus 1954 tot 13 februari 1955. Corinthians werd kampioen.

## Eindstand
| Plaats | Club             | Wed. | W  | G  | V  | Saldo | Ptn. |
| ------ | ---------------- | ---- | -- | -- | -- | ----- | ---- |
| 1.     | Corinthians      | 26   | 18 | 6  | 2  | 55:25 | 42   |
| 2.     | Palmeiras        | 26   | 17 | 3  | 6  | 84:38 | 37   |
| 3.     | Santos           | 26   | 16 | 2  | 8  | 70:43 | 34   |
| 4.     | São Paulo        | 26   | 14 | 5  | 7  | 41:29 | 33   |
| 5.     | Portuguesa       | 26   | 13 | 2  | 11 | 49:44 | 28   |
| 6.     | Ponte Preta      | 26   | 11 | 3  | 12 | 45:48 | 25   |
| 7.     | XV de Jaú        | 26   | 11 | 3  | 12 | 49:59 | 25   |
| 8.     | Guarani          | 26   | 10 | 4  | 12 | 37:44 | 24   |
| 9.     | Linense          | 26   | 8  | 5  | 13 | 38:53 | 21   |
| 10.    | São Bento        | 26   | 8  | 4  | 14 | 33:50 | 20   |
| 11.    | Noroeste         | 26   | 5  | 10 | 11 | 38:56 | 20   |
| 12.    | XV de Piracicaba | 26   | 8  | 4  | 14 | 35:54 | 20   |
| 13.    | Juventus         | 26   | 7  | 5  | 14 | 45:53 | 19   |
| 14.    | Ypiranga         | 26   | 5  | 6  | 15 | 28:51 | 16   |

|  | Kampioen   |
|  | Degradatie |

### Kampioen
| Campeonato Paulista de 1954      |
| São Paulo                        |
| -------------------------------- |
| CORINTHIANS Kampioen (15° titel) |

## Topschutter
| Speler            | Speler   | Goals | Club      |
| ----------------- | -------- | ----- | --------- |
| Vlag van Brazilië | Humberto | 36    | Palmeiras |